# Rainer Bartel (Autor)

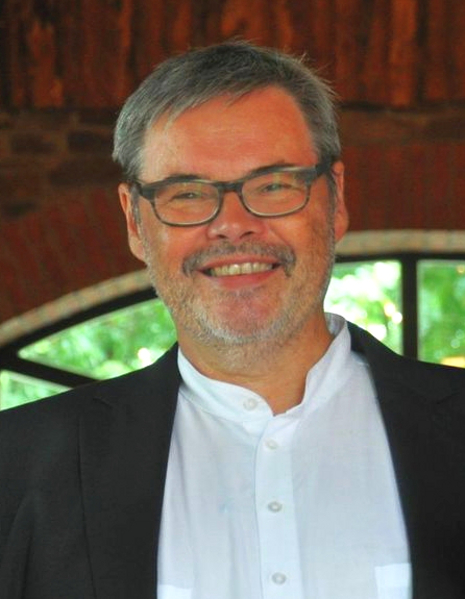
Rainer Bartel, 2013

Rainer Bartel (* 10. November 1952 in Düsseldorf) ist Publizist in den Bereichen Anwendungssoftware, Marketing und Online-PR.

## Ausbildung
Bartel schloss seine Schulbildung 1971 am Leibniz-Gymnasium (Düsseldorf) mit dem Abitur ab. Von 1971 bis 1976 studierte er an der Kunstakademie Düsseldorf und anschließend Germanistik an der Heinrich-Heine-Universität zu Düsseldorf. Die Studien beendete er mit dem ersten Staatsexamen für das Lehramt Sekundarstufe II.

## Beruflicher Werdegang
Bereits während der Studienzeit war Bartel nebenberuflich als Journalist tätig. Nach der Tätigkeit für eine Düsseldorfer PR-Agentur übernahm er 1984 als die Chefredakteur die Computerzeitschrift Data Welt. Aus diesem Objekt entwickelte er 1987 die bis Februar 2014 erschienene Zeitschrift PC Praxis, deren Redaktion er bis Ende 1988 auch als Chefredakteur leitete. In dieser Phase verfasste Bartel zudem rund 50 Bücher zu verschiedenen Computerthemen, die im Verlag Data Becker und bei Sybex erschienen. Zwischen 1989 und 1999 arbeitete Bartel in selbstständiger Tätigkeit als PR-Berater, Werbetexter, Trainer und Dozent zu verschiedenen IT-Themen und verfasste weitere rund 20 Sachbücher.
1999 schloss er sich der PR-Agentur Trimedia in Düsseldorf an und verantwortete dort zeitweise den Bereich IT. Bis Mitte 2007 folgten Stationen bei weiteren Agenturen. Seit 2007 ist Bartel als freiberuflicher Journalist, Buchautor, Berater, Referent und Dozent in Düsseldorf tätig.
Bartel ist Gründer und Chefredakteur des Online-Magazins „The Düsseldorfer“.

## Veröffentlichungen (Auswahl)
- Einfach starten mit Facebook. Data Becker, Düsseldorf 2011, ISBN 978-3-8158-3106-9.
- Die große Social Media- & Online-PR-Bibel. Data Becker, Düsseldorf 2011, ISBN 978-3-8158-3082-6.
- Alles Wichtige zu Facebook. Data Becker, Düsseldorf 2010, ISBN 978-3-8158-3066-6.
- Praxiserprobte Rezepte für einen erfolgreichen Web-Auftritt. Data Becker, Düsseldorf 2009, ISBN 978-3-8158-3038-3.
- Erfolgreiche Online-PR: mehr Verkaufserfolg durch professionelle Öffentlichkeitsarbeit im Web – für Selbständige, kleine und mittlere Unternehmen. Data Becker, Düsseldorf 2009, ISBN 978-3-8158-2965-3.
- Data-Becker's Homecomputer-Buch, mit Cäcilia Jordan,  Data Becker, Düsseldorf, 1984, ISBN 978-3-89011-046-2

## Belege
1. ↑  Rainer Bartel bei Trimedia new-business.de
2. ↑  FORTUNA AKTUELL, Das offizielle Stadionmagazin von Fortuna Düsseldorf f95.de, Ausgabe 933, Seite 63

| Personendaten    | Personendaten       |
| ---------------- | ------------------- |
| NAME             | Bartel, Rainer      |
| KURZBESCHREIBUNG | deutscher Publizist |
| GEBURTSDATUM     | 10. November 1952   |
| GEBURTSORT       | Düsseldorf          |